# Beni Derkul
Beni Derkul (en árabe: تانقوب‎, en francés: Bni Darkoul) es un municipio marroquí en la región de Tánger-Tetuán-Alhucemas. Desde 1912 hasta 1956 perteneció a la zona norte del Protectorado español de Marruecos.